# Orocharis achicos
Orocharis achicos är en insektsart som beskrevs av Otte, D. och Perez-gelabert 2009. Orocharis achicos ingår i släktet Orocharis och familjen syrsor. Inga underarter finns listade i Catalogue of Life.